# Die kleine Prinzessin
Die kleine Prinzessin ist eine Literaturverfilmung aus dem Jahre 1939 frei nach dem Kinderbuch Sara, die kleine Prinzessin von Frances Hodgson Burnett. Kinderstar Shirley Temple spielt unter Regie von Walter Lang die Hauptrolle.

## Handlung
Der wohlhabende Hauptmann Crewe steht kurz vor seiner Abreise, um im Zweiten Burenkrieg für Großbritannien zu kämpfen. Deshalb meldet der Witwer seine Tochter Sara an der Mädchenschule von Miss Minchin in London an. Sara ist in Britisch-Indien mit viel Luxus aufgewachsen und bringt sogar ein Pferd in die Pension mit, bei Miss Minchin erhält sie ihr eigenes großes Zimmer. Sie schließt schnell Freundschaften, neben den Schülerinnen auch mit Miss Minchins lustigem Bruder Bertie, der fürsorglichen Lehrerin Miss Rose und dem Reitlehrer Geoffrey Hamilton. Geoffrey und Rose werden zu einem Paar, was Miss Minchin nicht gerne sieht. Schließlich verpflichtet sich auch Geoffrey für den Dienst im Burenkrieg, als dieser schwieriger als erwartet verläuft.
Gerade als das Ende der Belagerung von Mahikeng gefeiert wird und Miss Minchin eine aufwendige Geburtstagsfeier für Sara schmeißt, trifft die Nachricht ein, dass Captain Crewe gefallen ist und überdies sein Besitz vom Feind konfisziert wurde. Miss Minchin, die nur freundlich war, solange Sara Geld hatte, lässt das Mädchen fortan als Dienerin und Küchenmädchen in der Pension die Schulden abarbeiten. Sie muss sofort ihr Zimmer verlassen und auf dem kalten, heruntergekommenen Dachboden schlafen. Sara lässt sich aber nicht unterkriegen und glaubt trotz aller Widrigkeiten fest daran, dass ihr Vater noch lebt. Deshalb besucht sie häufiger das Militärhospital, um dort unter den Verwundeten nach ihrem Vater zu suchen.
Unterdessen fängt Miss Minchin Briefe zwischen Rose und Geoffrey ab, in denen diese eine gemeinsame Zukunft planen. Miss Minchin entlässt Rose und intrigriert bei Lord Wickham, Geoffreys Großvater, gegen eine mögliche Hochzeit. Bertie verlässt aus Protest gegen die Behandlung von Sara und Miss Rose die Pension seiner Schwester, meldet sich und wird Wärter im Militärhospital. 
Während ein Teil der Pensionsmädchen Sara nun herabwürdigend behandelt, findet sie neue Freunde in dem gleichaltrigen Küchenmädchen Becky und Ram Bass, dem indischen Diener des im Nachbarhaus lebenden Lord Wickham. Eines Nachts zeigen sich Ram Bass und Lord Wickham dafür verantwortlich, dass sie Saras Zimmer umdekorieren und ihr dabei viele Sachen schenken. Als Miss Minchin das am nächsten Morgen entdeckt, glaubt sie, Sara hätte alles gestohlen und ruft die Polizei. Sara und Becky flüchten in Richtung des Hospitals, wobei Becky auf dem Weg verhaftet wird. 
Im Hospital trifft Sara zufällig auf Königin Victoria, die veranlasst, ihren Vater zu suchen. Zunächst findet man niemanden, außer dass sie dem leicht verwundeten Geoffrey und Miss Rose begegnet, die inzwischen geheiratet haben. Auf der Flucht vor Miss Minchin, die das Hospital absucht, rettet sich Sara in ein Zimmer, in dem sich ihr verwundeter Vater befindet. Dessen Identität war zuvor ungeklärt, da sein einziges Wort, das er sprach, „Sara“ war. Durch die Begegnung mit seiner Tochter wird Captain Crewe wieder geistig rege. In der Schlussszene sieht man Sara, wie sie ihrem Vater stehen hilft, während Königin Victoria bei einer Parade vorüberzieht.

## Hintergründe
In dieser Verfilmung des berühmten Kinderromans gibt es einige deutliche Unterschiede zur Vorlage: es wurden neue Charaktere und Ereignisse geschaffen, und der Bezug zum Burenkrieg fehlt im Roman ebenso. Auch das Ende unterscheidet sich deutlich, denn das Buch hat zwar ein relatives Happy End, aber Saras Vater bleibt tot.
Der Film kostete insgesamt eine Million US-Dollar, was deutlich über dem angepeilten Budget lag. Es mussten z. B. noch Szenen nachgedreht werden, was rund 300.000 Dollar in Anspruch nahm. Damit wurde er nicht nur der erste Farbfilm, sondern auch der teuerste Film mit Shirley Temple in der Hauptrolle.
Der Film wurde Shirley Temples letzter großer Erfolg als Kinderstar. Der Film The Blue Bird versuchte im nächsten Jahr, sie in der Rolle des ungezogenen Mädchens zu zeigen, was allerdings floppte. Danach setzte die Pubertät bei Temple allmählich ein. Da das Studio es versäumte, das Copyright zu erneuern, befindet sich der Film seit 1968 im Public Domain, so dass der Film legal gratis heruntergeladen und angeschaut werden kann.

## Rezeption
Die kleine Prinzessin erhielt überwiegend gute Kritiken bei seiner Veröffentlichung. Das Branchenblatt Variety hielt den Film für „zuckersüß“, aber nachdem man sich damit abgefunden hätte, wäre der Film durchweg akzeptabel. Janet Maslin empfand den Film im Jahre 1983 als „antiquiert genug, um charmant zu sein“. Sie zog als Fazit, dass das Ende zwar sehr vorhersehbar sei, aber ebenso berührend. Das Lexikon des Internationalen Films schrieb: „Verfilmung eines sentimental-romantischen Romans. Ein typischer Shirley-Temple-Film der dreißiger Jahre.“